# Jimmy Jinks
James Thomas Jinks (19 tháng 8 năm 1916 - 1981) là một cầu thủ bóng đá người Anh thi đấu ở vị trí tiền đạo trung tâm ở Football League. Khi là cầu thủ Millwall ông từng thi đấu với vai trò cầu thủ khách mời cho West Ham United trong Thế chiến thứ II.